# Monochaetia monochaeta
Monochaetia monochaeta är en svampart som först beskrevs av Jean Baptiste Desmazières, och fick sitt nu gällande namn av Allesch. 1902. Monochaetia monochaeta ingår i släktet Monochaetia och familjen Amphisphaeriaceae.   Inga underarter finns listade i Catalogue of Life.